# Banza
Banza es un género de saltamontes longicornios de la subfamilia Conocephalinae. Se distribuye en Corea, Japón y Oceanía.

## Especies
Las siguientes especies pertenecen al género Banza:
- Banza affinis (Perkins, 1899)
- Banza brunnea (Perkins, 1899)
- Banza crassipes Perkins, 1899
- Banza deplanata (Brunner von Wattenwyl, 1895)
- Banza kauaiensis (Perkins, 1899)
- Banza mauiensis (Perkins, 1899)
- Banza molokaiensis (Perkins, 1899)
- Banza nihoa Hebard, 1926
- Banza nitida (Brunner von Wattenwyl, 1895)
- Banza parvula (Walker, 1869)
- Banza unica (Perkins, 1899)